# Тарасова Софія Михайлівна
Софі́я Миха́йлівна Тара́сова  (нар. 31 березня 2001, Київ)  українська співачка та акторка, яка посіла друге місце на конкурсі «Дитяче Євробачення 2013», переможниця «Дитячої Нової хвилі 2013» та конкурсу «Sanremo Junior-2015». Із 2020 по 2025 роки була солісткою гурту «ВІА Гра».

## Життя і творчість
Софія Тарасова народилася 31 березня 2001 року в Києві. У два роки її прийняли в групу обдарованих дітей в Музичній академії ім. Глієра.
У 2012 році брала участь у першому сезоні шоу «Голос діти», де виконала пісню «Baby» Джастіна Бібера та потрапила до команди Тіни Кароль.
У серпні 2013 роки перемогла на фестивалі «Дитяча Нова хвиля». Згодом перемога в українському національному відборі на «Дитяче Євробачення 2013» дала їй можливість представляти країну у фіналі конкурсу, який пройшов 30 листопада 2013 року в Києві. Тарасова посіла друге місце, поступившись мальтійці Гаї Каукі.
У 2014 році в складі зведеного хору «Дети Земли» (в якому об'єдналися група «Open Kids», учні зі школи-студії «Республіка KIDS» та інші) записала пісню «Мир без войны».
У 2015 році отримала гран-прі конкурсу «Sanremo Junior-2015» в Італії.
В червні 2016 року брала участь у Чемпіонаті з виконавчих видів мистецтв в Голлівуді, де вона перемогла у двох категоріях — як вокалістка і модель. Восени того ж року Софія взяла участь у зніманні сьомого сезону вокального шоу «Х-фактор». Виконавши на кастингу композицію «Please Do not Make Me Love You» з мюзиклу «Дракула», пройшла до наступного етапу.
У 2018 році була ведучою новорічного вогника на каналі UA: Перший разом з Тимуром Мірошниченко та SOE.
Із 2020 року була солісткою гурту «ВІА Гра», 2025 року гурт було закрито.

## Дискографія

### Сингли

#### Сольно
| Рік  | Назва                |
| ---- | -------------------- |
| 2012 | Життєвий пазл        |
| 2013 | We Are One           |
| 2013 | Ти можеш змінити все |
| 2013 | Брюнетки краще       |
| 2014 | Верь мне             |
| 2015 | Восьмое чудо         |
| 2015 | Неба дожди           |
| 2015 | Сестра               |
| 2016 | Everybody            |
| 2016 | Лететь высоко        |
| 2016 | Forever Young        |
| 2016 | Дощі                 |
| 2018 | Leave Me Alone       |

#### Спільні проекти
| Рік  | Назва | Чарти                 | Чарти                         |
| Рік  | Назва | СНД[A]                | СНД[A]                        |
| Рік  | Назва | TopHit Weekly General | TopHit Weekly Audience Choice |
| ---- | --- | --------------------- | ----------------------------- |
| 2015 | «Мир без войны» - пісня у виконанні колективу «Дети Земли» (за участю Open Kids, Софії Тарасової та ін.) | 313                   | 283                           |

[A] Чарти складаються на основі даних з 200 радіостанцій Росії, а також 230 російськомовних радіостанцій по всьому світу (в Україні, в країнах СНД, в країнах Балтії, на Кіпрі, в Ізраїлі, Німеччині, США і Канаді).

## Нагороди
- Лауреат Всеукраїнської премії «Жінка ІІІ тисячоліття» в номінації «Надія України» (2015).